# スーパーマリン シーファング

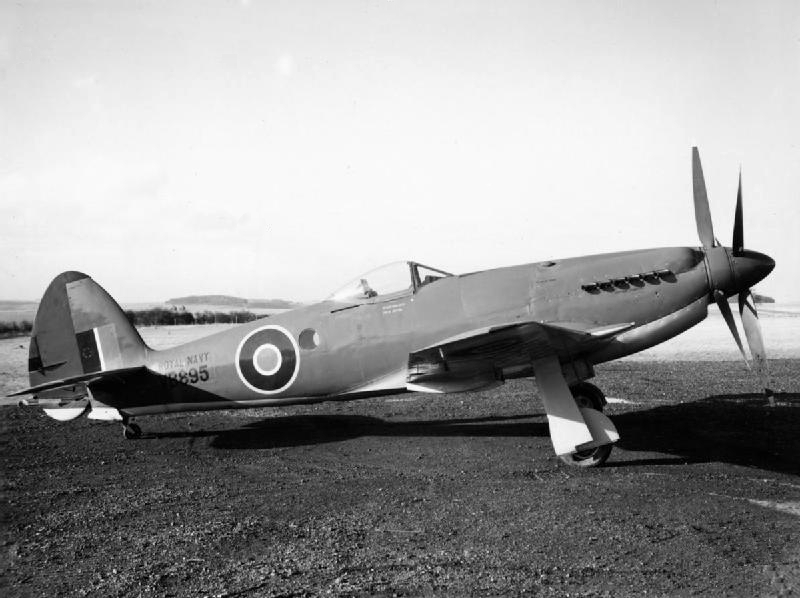
シーファング（1946年撮影）

スーパーマリン シーファング (Supermarine Seafang) は、イギリスのスーパーマリン製単発レシプロ単座艦上戦闘機である。第二次世界大戦末期にスーパーマリン スピットファイアの発展型として開発されたスパイトフルの艦上型として開発されたが、戦争の終結によって極少数の生産にとどまった。

## 概要
1944年6月に初飛行したイギリス空軍の新鋭戦闘機スーパーマリン スパイトフルの艦上戦闘機型として開発された機体がシーファング（「海の牙」の意味）である。原型であるスパイトフルは最高速度750km/hを越える高速を誇ったため、当時の主力艦上戦闘機シーファイアの後継機として期待された。
評価試験用のMk.31と量産型のMk.32の2タイプあり、Mk.31は5枚ブレードのプロペラを持つスパイトフルに着艦フックを取り付けただけの所謂「フックドスパイトフル」だったのに対して、Mk.32は油圧式主翼折りたたみ装置を持ち燃料タンクの容量を増量した他、3枚ブレードの二重反転プロペラを装備していた。
1945年5月には150機の大量発注がされたが、第二次世界大戦の終決により発注は取消され、18機が生産されただけで終わった。丁度、同時期にホーカー シーフューリーが初飛行しており、こちらの方が次期艦上戦闘機に選定されたことが大きな理由である。その後、1948年頃まで細々とではあるが評価試験のため実験部隊で使用された。

## 性能諸元
- 全幅：10.7m[1]
- 全長：10.0m[1]
- 全高：3.8m
- 自重：3,629kg
- 総重量：4,740kg
- エンジン：ロールス・ロイス グリフォン89[1]液冷V型12気筒(2,375馬力)×1
- 最大速度：764km/h[1]
- 航続距離：632km
- 武装：ブリティッシュ・イスパノ20mm機関砲×4(翼内)  爆弾456kg　ロケット弾×4
- 乗員：1名